# Трудові відносини
Трудові́ відно́сини — врегульовані нормами трудового права суспільні відносини, що виникають як результат впливу норм трудового права на поведінку суб'єктів трудової діяльності в результаті укладення трудового договору, внаслідок якого між ними виникають правові зв'язки, а також відносини з приводу встановлення умов праці на підприємстві, навчання й перекваліфікації за місцем роботи та відносини, пов'язані з наглядом і контролем за додержанням трудового законодавства, вирішенням трудових спорів та працевлаштуванням громадян.
В сучасній економічній науці набув поширення термін соціально-трудові відносини, який підкреслює багатогранність трудового життя працівників.
Ринок праці — це ринок попиту та пропозиції робочої сили. Через ринок праці здійснюється продаж робочої сили на певний строк.
За сучасними поглядами науковців на ринку праці продаються трудові послуги працівників (послуги праці), а не робоча сила.
Ринок праці поділяється на три відділи:
1) роботодавці, які формують попит на працю, надаючи робочі місця (поточний попит і задоволений попит);
2) наймані працівники, які формують частину пропозиції праці, задовольняючи частину попиту на ринку праці;
3) безробітні, що утворюють іншу частину пропозиції праці (поточну пропозицію).
Найманий працівник — це фізична особа, яка вступила в трудові правовідносини з роботодавцем (власником або уповноваженим ним органом, особою; фізичною особою — суб'єктом підприємницької діяльності) і є однією зі сторін трудового договору.
Найманий працівник як сторона соціально-трудових відносин — це фізична особа, яка працює за трудовим договором на підприємстві, в установі чи організації, в їх об'єднаннях або у фізичних осіб, котрі використовують найману працю.
Розрізняють наступні елементи ринку праці: попит, пропозиція, ціна, товар, конкуренція, трудова мобільність, резервування праці.